# Rebecca du ruisseau ensoleillé
Rebecca du ruisseau ensoleillé (Rebecca of Sunnybrook Farm) est un roman américain pour la jeunesse écrit par Kate Douglas Wiggin et publié aux États-Unis en 1903. 
Grand succès de librairie aux États-Unis, l'auteur écrira une suite en 1907, inédite en France : New Chronicles of Rebecca.
En France, le roman est paru pour la première fois en 1948 sous le titre La Petite Rebecca du ruisseau ensoleillé puis réédité sous le titre raccourci de Rebecca du ruisseau ensoleillé.

## Résumé
Rebecca Randall, une fillette de dix ans, est envoyée par ses parents pauvres vivre chez deux tantes sévères dans un village du Maine. La joie de vivre de Rebecca perturbe la vie paisible des tantes mais sera une source d'inspiration pour son entourage. Rebecca doit aussi faire face à de nombreuses épreuves, tout en grandissant, gagnant ainsi en sagesse et en compréhension, jusqu'à devenir une jeune femme.

## Adaptations

### Cinéma
- 1917 : Petit Démon (Rebecca of Sunnybrook Farm, film muet américain en noir et blanc de Marshall Neilan, avec Mary Pickford
- 1932 : Rebecca of Sunnybrook Farm, film américain en noir et blanc d'Alfred Santell, avec Marian Nixon
- 1938 : Mam'zelle vedette (Rebecca of Sunnybrook Farm, film américain en noir et blanc d'Allan Dwan, avec Shirley Temple. Adaptation plus libre du roman.
- 2020 : The Chronicles of Rebecca, film d'animation (anime) de Yukiyo Teramoto ; Vega Entertainment[1]

### Télévision
- 1978 : Rebecca of Sunnybrook Farm, série télévisée britannique de Rodney Bennett, avec Julia Lewis.

### Théâtre
- 1909 : Rebecca of Sunnybrook Farm, scénario écrit par l'auteur du roman en collaboration avec Charlotte Thompson. Produit par Klaw and Erlanger. Pièce jouée à Broadway, Boston et en Nouvelle-Angleterre.

## Éditions françaises
- 1948 : La Petite Rebecca du ruisseau ensoleillé[2] - Paris : Fernand Hazan, collection « Les Heures claires » no 17 ; traduction de Marguerite Clément, illustrations de Maurice Van Moppès ; in-16, 256 p.
- 1961 : Rebecca du ruisseau ensoleillé - Paris : éditions G. P., « collection Spirale » no 36 ; traduction de Marguerite Clément, illustrations de Françoise Bertier ; 252 p.[3]
- 1964 : Rebecca du ruisseau ensoleillé - Paris : éditions G. P., collection « Super 1000 » no 17 ; traduction de Marguerite Clément, illustrations de Félix Lacroix[4]